# عز الدين أسامة
عز الدين أسامة أمير أيوبي، وهو ابن أخ صلاح الدين الأيوبي.
ذكره ابن الأثير في الكامل في التاريخ، أخبار سنة 609هـ، فقال:
«فِي هَذِهِ السَّنَةِ قَبَضَ الْمَلِكُ الْعَادِلُ أَبُو بَكْرِ بْنُ أَيُّوبَ صَاحِبُ مِصْرَ وَالشَّامِ، عَلَى أَمِيرٍ اسْمُهُ أُسَامَةُ، كَانَ لَهُ إِقْطَاعٌ كَثِيرٌ مِنْ جُمْلَتِهِ حِصْنُ كَوْكَبَ مِنْ أَعْمَالِ الْأُرْدُنِّ بِالشَّامِ، وَأَخَذَ مِنْهُ حِصْنَ كَوْكَبَ وَخَرَّبَهُ، وَعَفَّى أَثَرَهُ، وَمِنْ بَعْدِهِ بَنَى حِصْنًا بِالْقُرْبِ مِنْ عَكَّا عَلَى جَبَلٍ يُسَمَّى الطُّورَ، وَهُوَ مَعْرُوفٌ هُنَاكَ، وَشَحْنَهُ بِالرِّجَالِ وَالذَّخَائِرِ وَالسِّلَاحِ».

## قلعة عجلون
على أعلى قمم جبال عوف، شيّد القائد عز الدين أسامة، أحد قادة صلاح الدين الأيوبي، قلعة عجلون عام 580 هـ/ 1184 م، لتشرف على عدد من المعابر الرئيسة أهمها: وادي كفرنجة ووادي راجب ووادي الريان، فضلا عن سيطرتها على عدد من طرق المواصلات ما بين سوريا وجنوب الأردن، وكان الهدف من بنائها رصد تحركات الصليبيين حيث أُقيمت بمواجهة حصن «كوكب الهوا» الذي بناه الفرنجة غرب النهر، وللسيطرة على مناجم الحديد في «مغارة وردة» بجبال عجلون.